# 스파이더 주짓수

## 대회

### SPYDER INVITATIONAL BJJ CHAMPIONSHIP
스파이더 BJJ 챔피언십은 대한민국 최초, 국내 유일의 초청 방식 주짓수 국제 대회이다. 국제브라질리안 주짓수협회(IBJJF) 공식 규정을 따르고, 경기 시간은 7분 3심제로 진행된다. 주짓수를 ‘하는 스포츠’에서 관중들의 몰입도를 높이는 무대 장치와 이색적인 경쟁방식을 통해 ‘보는 스포츠’로 이끌었으며, 2016년부터 세계적인 해외 고수를 초청해 퍼플 벨트, 브라운 벨트, 블랙 벨트가 뒤섞인 토너먼트로 승부의 의외성을 더했다. 파브리시우 베르둥, 파울로 미야오, 셰인 힐-테일러, 카이난 듀아르테 등 세계 브라질리안 주짓수 선수권 대회(문디알)에서 입상한 세계적인 주짓떼로들이 참가하는 권위 높은 국제 대회로 자리잡았다. 2021년부터는 대한민국이 아닌 해외에서 대회를 열어 국제적인 위상이 한 층 더 높아질 것으로 보인다.

#### 2016 SPYDER INVITATIONAL BJJ CHAMPIONSHIP
스파이더 인비테이셔널 브라질리언 주짓수 챔피언십이 체중 76kg이상과 이하 두 그룹으로 나누어 우승을 다투는 방식으로 개최되었다. 첫 대회인 2016년엔 1회전을 통해 두 그룹의 4강 토너먼트 진출자를 확정하여, 2회전을 통해 체급별 우승자와 앱솔루트전 우승을 놓고 경쟁했다. 당시 2000만원 이상의 국내 주짓수 대회 사상 최고 상금을 걸고 펼쳐졌으며, 한국 최초 초청 방식으로 진행됐다. 76kg급은 채완기, 76kg 이상급은 정호원이 우승했고, 앱솔루트전에선 채완기가 부상으로 기권하면서 정호원이 우승을 차지했다.

#### 2017 SPYDER INVITATIONAL BJJ CHAMPIONSHIP: PURPLE WAR
2017년 진행된 퍼플워는 스파이더 인비테이셔널 브라질리언 주짓수 챔피언십의 예선전 성격으로 진행되었다. 퍼플벨트 선수들이 체급별(76kg급, 76kg이상급)로 각각 8명이 나와 스파이더 인비테이셔널 주짓수 챔피언십 토너먼트 출전을 놓고 다투었고, 여기에서 승리한 선수들은 브라운 벨트와 경쟁하여 블랙벨트에게 도전장을 내밀 수 있었다. 퍼플워 예선에서 장인성, 정도영 선수가 출줜권을 거머쥐며 새로운 스타 탄생을 예고했다. 2016년까지는 국내에서 활동하는 선수들끼리 경쟁했지만 2017년부터는 해외에서 온 선수들까지 참가하며 국내와 해외 선수들의 대결이 성사되었고, 토너먼트(예선-본선-파이널)를 통해 높은 단계의 벨트에게도 도전할 수 있는 기회를 얻으며 승부의 다양성과 진정성 있는 스포츠 대회의 장을 마련했다.

#### 2018 SPYDER INVITATIONAL BJJ CHAMPIONSHIP
국내 유일한 브라질리안 주짓수 초청 대회인 스파이더 인비테이셔널 브라질리언 주짓수 챔피언십이 세 번째 대회를 맞이했다. 2017년과 마찬가지로 예선, 본선, 결선으로 진행됐는데, 토너먼트에서 3번 이기면 우승을 차지할 수 있었다. 예선전에서 체급별 1~3위 선수들이 본선 토너먼트 진출해 와일드 카드 선수들과 경쟁한 뒤 파이널에 진출했다. 본선 스페셜 경기에서 벤 헨더슨과 에두아르도 텔레스와 노기 그래플링으로 맞서며 화제를 일으켰다. 이 대회의 한국 선수 중 가장 두각을 보인 사람은 장인성이었는데, 한국 선수로서는 유일하게 결선 무대에 진출했다. 세계 브라질리안 주짓수 선수권대회 챔피언인 파울로 미아오를 상대로 아쉬운 패배를 했지만 장인성 선수가 보여준 투지와 열정은 국내 팬들에게 깊은 감명을 남겼다. 최종 파이널에서는 76kg 이하급에선 조나타 알베스, 76kg 이상급에선 카이난 두아르테가 우승을 차지했다.

#### 2019 SPYDER INVITATIONAL BJJ CHAMPIONSHIP FINAL: KING OF KINGS
2019년 스파이더 BJJ 챔피언십에선 블랙 벨트 선수 뿐 아니라 ‘문디알’(세계 브라질리안 주짓수 챔피언십) 우승 경험자들이 대거 참여해 더 흥미진진한 대결을 펼쳤다. 76kg급과 100kg급에서 각각 8강 토너먼트로 구성된 이 대회는 총 상금 25만달러로, 우승자에게는 각각 10만 달러(약 1억 1000만원)가 돌아가는 명실상부 가장 권위있는 국제 대회로 자리매김했다.

네 번째 토너먼트를 맞이한 2018년엔 76kg초과급 대신 100kg급을 신설했고, 본선을 없애는 대신 예선부터 블랙 벨트 강자를 끌어모아 수준을 올렸다. 예선부터 브라질 국적 선수만 11명에 이르렀으며 그 가운데 7명이 블렉 벨트였고, 한국과 미국이 2명, 호주가 1명으로 뒤를 이었다. 3월 예선 Top 3와 초청선수 5명으로 구성하여 체급별 8강부터 시작하는 토너먼트 대회로 진행됐다.

내로라하는 주짓떼로들이 참가했는데, 참가한 선수들이 너무나 강력한 선수들이 많아 한 명을 꼽는 것이 불가능할 정도로 역대 주짓수 대회 중 최고의 대회라고 평가받는다. 참가자를 살펴보면 100kg 급에서 2010년대 초중반 주짓수계를 평정한 뒤 2017년 종합격투기(MMA) 선수로 데뷔해 UFC 등에서 활약한 호돌포 비에이라부터, IBJJF월드챔피언십(문디알, 세계브라질리안주짓수챔피언십대회) 6회 우승에 빛나는 레안드로 로, 현역 최강자 중 한 명인 니콜라스 메레갈리, 2018 스파이더 BJJ 챔피언십 우승자이자 문디알 94kg급에서 정상에 오른 신성 카이난 두아르테, 가브리엘 알지스 등이 출전했다. 76kg급은 지난해 ‘문디알’ 70kg급 우승자인 셰인 힐테일러(24·미국), 2019 ‘문디알’ 70kg급 우승자인 마테우스 가브리에우(22·브라질) 등이 챔피언 자리를 놓고 경쟁했다. 유일한 한국인인 장인성이 해외 강자들을 상대로 좋은 모습을 보여줬다.

#### 2020 SPYDER INVITATIONAL BJJ CHAMPIONSHIP: ROAD TO BLACK
2020년 스파이더 인비테이셔널 브라질리언 주짓수 챔피언십에선 블랙벨트를 향한 험난한 여정이(Road to Black)이 시작됐다. 65kg급, 75kg급, 85kg급으로 그 전보다 세밀하게 나누어 예선과 결선 토너먼트를 진행했다. 처음 열린 65kg급 예선 8강 토너먼트 외에 5번의 대회를 더 개최할 계획이었지만 코로나19 여파로 개최하지 못했다. 65kg 예선에선 디에고 소드레가 파브리시우 안드레이를 제치고 우승을 차지했으며, 나머지 예선과 본선은 추후에 진행될 예정이다.

### 대회 연혁
| 연도 | 경기              | 날짜      | 장소                    |
| ---- | ----------------- | --------- | ----------------------- |
| 2016 | 예선              | 3월 5일   | 삼성동 섬유센터         |
| 2016 | 4강 및 파이널     | 8월 27일  | 삼성동 섬유센터         |
| 2017 | 예선 8강          | 4월 14일  | K 아트홀(올림픽공원)    |
| 2017 | 본선 8강          | 4월 30일  | K 아트홀(올림픽공원)    |
| 2017 | 4강 및 파이널     | 10월 21일 | K 아트홀(올림픽공원)    |
| 2018 | 예선 8강          | 2월 11일  | 올림픽홀(올림픽 공원내) |
| 2018 | 본선 8강          | 7월 21일  | K 아트홀(올림픽공원)    |
| 2018 | 4강 및 파이널     | 11월 3일  | K 아트홀(올림픽공원)    |
| 2019 | 예선 8강          | 3월 2일   | K아트홀                 |
| 2019 | 4강 및 파이널     | 11월 23일 | KBS아레나               |
| 2020 | 예선 8강          | 7월 18일  | 스파이더 헤이븐 마석    |
| 2021 | 퍼플, 브라운 예선 | 3월 27일  | 스파이더 헤이븐 마석    |
| 2021 | 본선 8강          | 5월 29일  | 스파이더 헤이븐 마석    |

### 역대 우승자
| 연도 | 체급별 우승자       | 체급별 우승자          |
| ---- | ------------------- | ---------------------- |
| 2016 | -76kg 채완기        | +76kg 정호원           |
| 2017 | -76kg 셰인 힐테일러 | +76kg 마테우스 고도이  |
| 2018 | -76kg 조나타 알베스 | +76kg 카이난 두아르테  |
| 2019 | -76kg 리바이 존스   | -100kg 카이난 두아르테 |
| 2020 |                     |                        |
| 2021 |                     |                        |

### 연도별 대진 및 결과

#### 2016
| 경기           | -75kg                                                                                   | +75kg                                                                                          |
| -------------- | --------------------------------------------------------------------------------------- | ---------------------------------------------------------------------------------------------- |
| 예선           | - 채완기(비스트짐) vs 권혁일 → 채완기 4-0 포인트 승                                     | - 박강철 vs 정호원(존 플랭크 주짓수 평택) → 정호원 암바 서브미션 승                            |
| 예선           | - 조영승(존 플랭크 주짓수) vs 송형근 → 조영승 기 초크 서브미션 승                       | - 임효택 vs 이대웅 → 이대웅 2-0 포인트 승                                                      |
| 예선           | - 김동균 vs 이바름(팀루츠) → 이바름 기 초크 서브미션 승                                 | - 조훈 vs 마크 부조빅(동천백산본관) → 마크 부조빅 니바 서브미션 승                             |
| 예선           | - 박재현 vs 장인성(와이어주짓수) → 장인성 5-0 포인트 승                                 | - 김봉조(KJ/리스팩트) vs 문준희 → 김봉조 2-2 어드벤티지 승                                     |
| 4강            | - 채완기(비스트짐) vs 장인성(와이어주짓수) → 채완기 2-2 (AD 3-2) 승                     | - 김봉조(KJ/리스팩트) vs 마크 부조빅(동천백산본관) → 마크 부조빅 니바 서브미션 승              |
| 4강            | - 이바름(팀 루츠) vs 조영승(존플랭크 주짓수) → 조영승 2-0(AD 1-0) 승                    | - 정호원(존 플랭크 주짓수 평택) vs 이대웅(존 플랭크 주짓수 관악) → 정호원 4-2 (AD 0-0) 승      |
| 파이널         | - 채완기(비스트짐) vs 조영승(존 플랭크 주짓수) → 채완기 백포지션 기 초크 승             | - 마크 부조빅(동천백산본관) vs 정호원(존 플랭크 주짓수 평택) → 정호원 4-2 (AD 2-0 / PA 1-1) 승 |
| 앱솔루트       | - 채완기(비스트짐) vs 정호원(존 플랭크 주짓수 평택) → 정호원 기권승 (채완기 허리부상)   | - 채완기(비스트짐) vs 정호원(존 플랭크 주짓수 평택) → 정호원 기권승 (채완기 허리부상)          |
| 스페셜 매치(1) | - 최용원(KJ/와이어주짓수) vs 아오키 신야(일본) 도복 10분 → 1-1 무승부 (AD 1-1 / PA 1-1) | - 최용원(KJ/와이어주짓수) vs 아오키 신야(일본) 도복 10분 → 1-1 무승부 (AD 1-1 / PA 1-1)        |
| 스페셜 매치(2) | - 함서희(팀 매드) vs 이은미(KJ/와이어주짓수) 노기 7분 → 함서희 3-0 (AD 0-0) 승          | - 함서희(팀 매드) vs 이은미(KJ/와이어주짓수) 노기 7분 → 함서희 3-0 (AD 0-0) 승                 |

#### 2017
| 경기           | -75kg | +75kg |
| -------------- | --- | --- |
| 예선 8강       | - 장인성(와이어 주짓수) VS 박해진(쎈짐) → 장인성 기 초크 서브미션 승                                                           | - 최무배(노바 유니아오 CSM) VS 이강재(주짓수 랩/TEAM GJ) → 최무배 12-4(AD 4-1, PA 1-0) 우세 승                 |
| 예선 8강       | - 이연풍(아토스 코리아) VS 라정원(존프랭클 신촌) → 라정원 5-0(AD 2-1) 우세 승                                                  | - 이상현(쎈짐) VS 유연종(윌로우 주짓수) → 유연종 0-0(AD 1-0) 우세 승                                           |
| 예선 8강       | - 정도영(크리스김 BJJ) VS 변기석(본 주짓수 광명) → 정도영 6-0(AD 2-0, PA 1-0) 우세 승                                          | - 배길한(동천백산 대연본관) VS 박범준(루카스 레프리 코리아) → 박범준 7-0(AD 2-1) 우세 승                       |
| 예선 8강       | - 조준용(와이어 주짓수) VS 한현우(팀 루츠) → 조준용 2-0(AD 1-1) 우세 승                                                        | - 조원희(팀 루츠) VS 유동민(주짓수 랩) → 유동민 2-0(AD 2-3) 우세 승                                            |
| 예선 4강       | - 조준용(와이어 주짓수) vs 정도영(크리스김 BJJ) → 정도영 2-2(AD 1-1) 심판 판정 승                                              | - 유동민(주짓수 랩) vs 박범준(루카스 레프리 코리아) → 유동민 0-0(AD 1-1, PA 2-2) 심판 판정 승                  |
| 예선 4강       | - 라정원(존프랭클 신촌) vs 장인성(와이어 주짓수) → 장인성 4-2(AD 1-0) 우세 승                                                  | - 유연종(윌로우 주짓수) vs 최무배(노바 유니아오 CSM) → 유연종 2-0 (PA 0-1) 우세 승                             |
| 스페셜 매치    | - 성기라(테트라 주짓수) VS 서예담(파라에스트라 청주) → 성기라 0-0(AD 2-0) 우세 승                                              | - 성기라(테트라 주짓수) VS 서예담(파라에스트라 청주) → 성기라 0-0(AD 2-0) 우세 승                              |
| 본선 8강       | - 장인성(와이어 주짓수) vs 시유징(체리범상하이) → 장인성 4-0 포인트 초크 서브미션 승                                           | - 유동민(주짓수 랩) vs 유연종(윌로우 주짓수) → 유연종 우세승(포인트 2-0, AD 0-1, PA 1-0)                       |
| 본선 8강       | - 채완기(티엔티 우스) vs 하파엘 도밍고스(데미안 마이아 주짓수) → 하파엘 도밍고스 초크 서브미션 승 (포인트 3-0, AD 3-0, PA 0-1) | - 김영욱(동천백산) vs 마테우스 고도이(얼라이언스) → 마테우스 고도이 승 (포인트 4-0, AD 7-0)                    |
| 본선 8강       | - 이경섭(트리포스) vs 알렉시스 알두친(렌조 그레이시) → 이경섭 우세 승 (포인트 4-4, AD 2-1, PA 2-1)                             | - 켈리 만글로나(파라에스타 코리아) vs 리 시유안(톈위 게) → 켈리 만글로나 초크 서브미션 승 (포인트 9-0, AD 1-0) |
| 본선 8강       | - 조영승(존 프랭크 주짓수) vs 셰인 힐-테일러(팀 로이드 어빈) → 셰인 힐-테일러 우세 승 (포인트 2-2, AD 5-0)                     | - 최동화(주짓수 랩) vs 다니엘 몰라(데미안 마이아) → 최동화 우세 승 (포인트 5-0, AD 1-1)                        |
| 4강            | - 장인성(와이어 주짓수) vs 하파엘 도밍고스(데미안 마이아) → 장인성 2-0 승                                                      | - 유연종(윌로우 주짓수) vs 마에투스 고도이(얼라이언스) → 마테우스 고도이 니바 서브미션 승                      |
| 4강            | - 이경섭(트리포스) vs 셰인 힐-테일러(팀 로이드 어빈) → 셰인 힐-테일러 9-0 (AD 2-0) 승                                          | - 켈리 만그로나(파라에스타 군산) vs 최동화(주짓수 랩) → 켈리 만글로나 하이키락 서브미션 승                     |
| 파이널         | - 장인성(와이어 주짓수) vs 셰인 힐-테일러(팀 로이드 어빈) → 셰인 힐-테일러 4-2 (AD 1-3)승                                      | - 켈리 만그로나(파라에스타 코리아) vs 마테우스 고도이(얼라이언스) → 마테우스 고도이 기 초크 서브미션 승        |
| 앱솔루트       | - 마테우스 고도이(얼라이언스) vs 셰인 힐-테일러(팀 로이드 어빈) → 셰인 힐-테일러 2-2 (AD 1-0) 승)                              | - 마테우스 고도이(얼라이언스) vs 셰인 힐-테일러(팀 로이드 어빈) → 셰인 힐-테일러 2-2 (AD 1-0) 승)              |
| 스페셜 매치(1) | - 김동현(부산 팀 매드/㈜성안세이브) vs DJ 잭슨(팀 로이드 어빈) NO-GI 매치 → DJ 잭슨 2-0 (AD 3-1) 승                            | - 김동현(부산 팀 매드/㈜성안세이브) vs DJ 잭슨(팀 로이드 어빈) NO-GI 매치 → DJ 잭슨 2-0 (AD 3-1) 승            |
| 스페셜 매치(2) | - 이재성(대한정구협회) vs 마크 부조빅(동천백산) 노기 7분 → 이재성 2-2 (AD 3-2) 승                                              | - 이재성(대한정구협회) vs 마크 부조빅(동천백산) 노기 7분 → 이재성 2-2 (AD 3-2) 승                              |

#### 2018
| 경기           | -75kg | +75kg |
| -------------- | --- | --- |
| 예선 8강       | - 이상현(본 주짓수) vs 휴고 마르케스(소울 파이터스) → 휴고 마르케스 초크 서브미션 승                               | - 최동화(주짓수 랩) vs 빅토 휴고(팀 히베이로) → 빅터 휴고 초크 서브미션 승                                   |
| 예선 8강       | - 조준용(와이어 주짓수) vs 조나타스 그레이시 암바(아토스 주짓수) → 조나타스 그레이시 암바 서브미션 승              | - 김건우(동천백산) vs 비니시우스 페레이라(얼라이언스) → 비니시우스 페레이라 초크 서브미션 승                 |
| 예선 8강       | - 장인성(와이어 주짓수) vs 에드손 올리베이라(얼라이언스) → 장인성 4-0(AD 1-1, PA 1-1) 승                           | - 카이난 두아르테(아토스 주짓수) vs 에리크 무니스(노바 유니아오) → 카이난 두아르테 2-0(AD 1-1) 승            |
| 예선 8강       | - 앤디 무라사키(카이오 테라 아카데미) vs 빅터 니타엘(AOJ) → 빅터 니타엘 2-2(AD 2-1) 승                             | - 이상현(그라운드 코어) vs 두윤라이(그레이시 바하) → 이상현 초크 서브미션 승                                 |
| 예선 4강       | - 휴고 마르케스(소울 파이터스) vs 조나타스 그레이시(그레이시 바하) → 휴고 마르케스 5-4(AD 2-3, PA 1-1) 승          | - 빅터 휴고(리베이로 주짓수) vs 비니시우스 페레이라(얼라이언스) → 비니시우스 페레이라 0-0(AD 2-1) 승         |
| 예선 4강       | - 장인성(와이어 주짓수) vs 빅터 니타엘(AOJ) → 빅터 니타엘 0-0(PA 1-1) 우세승                                       | - 카이난 두아르테(아토스 주짓수) vs 이상현(그라운드 코어) → 카이난 두아르테 니바 서브미션 승                 |
| 예선 3,4 위전  | - 조나타스 그레이시(아토스 주짓수) vs 장인성(와이어 주짓수) → 조나타스 그레이시 6-4(AD 0-1) 승                     | - 빅터 휴고(리베이로 주짓수) vs 이상현(그라운드 코어) → 빅터 휴고 초크 서브미션 승                           |
| 예선 파이널    | - 휴고 마르케스(소울 파이터스) vs 빅터 니타엘(클루브 페이자오/노바 유니아오) → 휴고 마르케스 2-2(AD 1-1) 우세 승   | - 비니시우스 페레이라(얼라이언스) vs 카이난 두아르테(아토스 주짓수) → 카이난 두아르테 2-0(AD 1-0, PA 1-1) 승 |
| 본선 8강       | - 파울로 미야오(유나이티) vs 마테우스 가브리엘(체크메이트) → 파울로 미야오 8-6(AD 1-3/PA 2-3) 승                   | - 비니시우스 페레이라 (얼라이언스) vs 찰스 네그로몬테(호저 그레이시) → 비니시우스 페레이라 승                |
| 본선 8강       | - AJ 아가작(그레이시 바하) vs 장인성(와이어 주짓수) → 장인성 승                                                    | - 카이난 두아르테(아토스 주짓수) vs 마테우스 고도이(얼라이언스) → 카이난 두아르테 승                         |
| 본선 8강       | - 쉐인 힐 테일러(팀 로이드 어빈) vs 조나타스 그레이시(아토스 주짓수) → 조나타 알베스 AD 1-0 승                     | - 크레이그 존스(엡솔루트MMA) vs 디제이 젝슨(팀 로이드 어빈) → 디제이 젝슨 승                                 |
| 본선 8강       | - 마사히로 이와사키(카르페디엠) vs 휴고 마르케스(소울 파이터스) → 마사히로 2-0 승                                  | - 빅터 휴고(팀 히베이로) vs 토미 랭커(팀 기무라) → 빅터 휴고 승                                              |
| 4강            | - 파울로 미야오 (시세로 코스타/유나이티) vs 장인성 (와이어 주짓수) → 파울로 미야오, 심판 우세 승                   | - 비니시우스 페레이라 (얼라이언스) vs 카이난 두아르테 (아토스 주짓수) → 카이난 두아르테, 2-0 포인트 우세 승  |
| 4강            | - 마사히로 이와사키(카르페디엠) vs 조나타 알베스 (AOJ) → 조나타 알베스, 암바 서브미션 승                           | - 디제이 잭슨 (팀 로이드 어빈) vs 빅터 휴고 (팀 히베이로) → 빅터 휴고, 16-0(AD 5-1) 포인트 우세 승           |
| 파이널         | - 파울로 미야오 (시세로 코스타/유나이티) vs 조나타 알베스(AOJ) → 조나타 알베스, 2-0(AD 2-3, PA 2-2) 포인트 우세 승 | - 빅터 휴고 (팀 히베이로) vs 카이난 두아르테(아토스 주짓수) → 카이난 두아르테, 2-2(AD 3-0, PA 1-1)           |
| 앱솔루트       | - 조나타 알베스(AOJ) vs 카이난 두아르테(아토스 주짓수) → 카이난 두아르테, 6-4(AD 1-1) 포인트 우세 승               | - 조나타 알베스(AOJ) vs 카이난 두아르테(아토스 주짓수) → 카이난 두아르테, 6-4(AD 1-1) 포인트 우세 승         |
| 스페셜 매치(1) | - 루카스 발보사(아토스 주짓수) vs 파브리시오 베우둠(베르둠 팀) → 0-0 무승부                                        | - 루카스 발보사(아토스 주짓수) vs 파브리시오 베우둠(베르둠 팀) → 0-0 무승부                                  |
| 스페셜 매치(2) | - 조준영(와이어 주짓수) vs 셰인 힐 테일러(팀 로이드 어빈) → 셰인 힐 테일러, 11-2(AD 1-0) 포인트 우세 승            | - 조준영(와이어 주짓수) vs 셰인 힐 테일러(팀 로이드 어빈) → 셰인 힐 테일러, 11-2(AD 1-0) 포인트 우세 승      |

#### 2019
| 경기          | -75kg | -100kg |
| ------------- | --- | --- |
| 예선 8강      | - 오스발도 모이징뇨(아레스 BJJ) vs 이상현(그라운드 코어) → 오스발도 모이징뇨 암바 서브미션 승                                | - 마테우스 디니즈(얼라이언스 마르셀로 가르시아) vs 김형철(아토스) → 마테우스 디니즈 13-0(AD 2-0 PA 0-1) 승                               |
| 예선 8강      | - 마시아스 루나(체크메이트) vs 리바이 존스(유나이티 주짓수) → 리바이 존스 0-0(AD 3-1 PA 1-1) 승                              | - 티모시-마이클 스프릭스(팀 로이드 어빈) vs 럿슨 마테우스(카이오 테라 아카데미) → 티모시-마이클 스프릭스 2-0(AD 1-3 PA 2-2) 승           |
| 예선 8강      | - 아우구스토 멘데스(소울파이터스) vs 루카스 로차(ZR 팀) → 아우구스토 멘데스 6-0(AD 3-0) 승                                   | - 클라우디오 칼라산스(아토스) vs 마르코스 티노코(마르셀로 가르시아 아카데미) → 클라우디오 칼라산스 6-0(AD 1-0) 승                        |
| 예선 8강      | - 마테우스 루테스(마르셀로 그라시아 아카데미) vs 다니엘 새들러(GF 팀) → 마테우스 루테스 키락 서브미션승                      | - 로베르토 히메네스(얼라이언스 주짓수) vs 앤더슨 무니스(클루브 페이자오 / 노바 우냐오) → 앤더슨 무니스 2-0(AD 0-1) 승                    |
| 예선 4강      | - 리바이 존스(유나이티 주짓수) vs 오스발도 모이징뇨(아레스 BJJ) → 오스발도 모이징뇨 0-0 심판 판정 승                         | - 티모시-마이클 스프릭스(팀 로이드 어빈) vs 마테우스 디니즈(얼라이언스 마르셀로 가르시아) → 티모시-마이클 스프릭스 3-0(AD 3-1 PA 2-0) 승 |
| 예선 4강      | - 마테우스 루테스(마르셀로 그라시아 아카데미) vs 아우구스토 멘데스 (소울파이터스) → 마테우스 루테스 0-0(AD 1-1) 심판 판정 승 | - 앤더슨 무니스(클루브 페이자오 / 노바 우냐오) vs 클라우디오 칼라산스(아토스) → 클라우디오 칼라산스 2-2(AD 1-1 PA 1-1) 판정 승           |
| 예선 3,4 위전 | - 아우구스토 멘데스(소울파이터스) vs 리바이 존스(유나이티 주짓수) → 리바이 존스 6-0(AD 1-1 PA 1-0) 승                        | - 앤더슨 무니스(클루브 페이자오 / 노바 우냐오) vs 마테우스 디니즈(얼라이언스 마르셀로 가르시아) → 앤더슨 무니스 2-2(AD 1-0) 승           |
| 예선 파이널   | - 마테우스 루테스(얼라이언스 마르셀로 가르시아) vs 오스발도 모이징뇨(아레스 BJJ) → 마테우스 루테스 2-2(AD 3-0) 승            | - 클라우디오 칼라산스(아토스) vs 티모시-마이클 스프릭스(팀 로이드 어빈) 티모시-마이클 스프릭스 4-2 승                                    |
| 본선 8강      | - 조나타 알베스(AOJ) vs 셰인 힐 테일러(팀 로이드 어빈) → 조나타 알베스 승                                                    | - 팀 스피릭스(팀 로이드 어빈) vs 니콜라스 메레갈리(얼라이언스 주짓수) → 니콜라스 메레갈리 승                                             |
| 본선 8강      | - 에드윈 나즈미(그레이시 바라) vs 마테우스 가브리엘(체크메이트) → 마테우스 가브리엘 승                                       | - 클라우디오 칼라산스(아토스 주짓수) vs 에르베르스 산토스(기고 JJ) → 에르베르스 산토스 승                                                |
| 본선 8강      | - 가브리엘 알지스 (그레이시 바라) vs 리바이 존스(유나이티 주짓수) → 리바이존스 승                                            | - 카이난 두아르테(아토스) vs 레안드로 로(NS 브라더후드) → 카이난 두아르테 승                                                             |
| 본선 8강      | - 마테우스 루테스(얼라이언스 주짓수) vs 장인성(와이어 주짓수) → 마테우스 루테스 승                                           | - 호돌포 비에이라(GF 팀) vs 앤더슨 뮤니스(얼라이언스 주짓수) → 호돌포 비에이라 승                                                        |
| 4강           | - 조나타 알베스(AOJ) vs 마테우스 가브리엘(체크메이트) → 마테우스 가브리엘 승                                                 | - 니콜라스 메레갈리(얼라이언스 주짓수) vs 에르베르스 산토스(기고 JJ) → 니콜라스 메레갈리 승                                              |
| 4강           | - 리바이 존스(유나이티 주짓수) vs 마테우스 루테스(얼라이언스 주짓수) → 리바이 존스 승                                        | - 카이난 두아르테(아토스) vs 호돌포 비에이라(GF 팀) → 카이난 두아르테 승                                                                 |
| 파이널        | - 리바이 존스(유나이티 주짓수) vs 마테우스 가브리엘(체크메이트) → 리바이 존스 승                                             | - 니콜라스 메레갈리(얼라이언스 주짓수) vs 카이난 두아르테(아토스) → 카이난 두아르테 승                                                   |

#### 2020
| 경기          | -65kg |
| ------------- | --- |
| 본선 8강      | - 박지환(와이어 주짓수) vs 케빈 카라스코(아레스 BJJ) → 케빈 카라스코 우세 승(4-4, AD 2-1, PA 3-3)             |
| 본선 8강      | - 한현우(팀 루트 코리아) vs 파브리시우 안드레이(얼라이언스) → 파브리시우 안드레이 트라이앵글-암바 서브미션 승 |
| 본선 8강      | - 이근주(G.O.A.T 주짓수) vs 서석현(와이어 주짓수) → 서석현 우세 승(4-4, AD 2-1)                               |
| 본선 8강      | - 하윤서(어반 주짓수) vs 디에고 소드레(팀 크루브) → 디에고 소드레 우세 승(0-0, AD 3-0)                        |
| 본선 4강      | - 파브리시우 안드레이(얼라이언스) vs 케빈 카라스코(아레스 BJJ) → 파브리시우 안드레이 우세 승(7-2, AD 1-1)     |
| 본선 4강      | - 디에고 소드레(팀 크루브) vs 서석현(와이어 주짓수) → 디에고 소드레 기초크 서브미션 승                        |
| 본선 3,4 위전 | - 서석현(와이어 주짓수) vs 케빈 카라스코(아레스 BJJ) → 케빈 카라스코 우세 승(4-2, AD 0-2)                     |
| 본선 파이널   | - 디에고 소드레(팀 크루브) vs 파브리시우 안드레이(얼라이언스) → 디에고 소드레 심판 2-1 우세 승 (8-8, AD 1-1)  |
| 스폐셜 매치   | - 최지애(여자 레슬링 국가대표) vs 성기라(테트라 주짓수) → 성기라 우세 승(12-0, AD 2-0)                        |

#### 2021
| 경기             | -75kg                                                             |
| ---------------- | ----------------------------------------------------------------- |
| 퍼플 브라운 예선 | - 백승문(질리히베이로 코리아) vs 길세민(어반 주짓수) → 백승문 승  |
| 퍼플 브라운 예선 | - 조대연(어반 주짓수) vs 김정철(그라운드코어 코리아) → 조대연 승  |
| 퍼플 브라운 예선 | - 서영식(루카스 레프리 코리아) vs 구본철(팀루츠) → 구본철 승      |
| 퍼플 브라운 예선 | - 이재영(와이어 주짓수) vs 주성현(빅터아카데미) → 주성현 승       |
| 퍼플 브라운 예선 | - 이현석(코브링야 코리아) vs 박호성(본주짓수) → 이현석 승         |
| 스폐셜 매치      | - 이바름(그레이시 주짓수) vs 장인성(와이어 주짓수) → 장인성 승    |
| 본선             | - 조대연(어반 주짓수) vs 백승문(질리히베이로 코리아) →            |
| 본선             | - Jhonathan Pessanha(드림 아트) vs 주성현(빅터아카데미) →         |
| 본선             | - Rafael Silveira(아토스 주짓수 HQ) vs 구본철(팀루츠) →           |
| 본선             | - 이현석(코브링야 코리아) vs Guilherme Fernandes(키케로 코스타) → |

## 기

### SPYDER BJJ GI 스파이더 주짓수 도복 (RADPAD 1)
스파이더 주짓수 도복은 2017년 미야오 형제가 팀스파이더와 스파이더 로고가 새겨진 도복을 입고 시합에 나서면서 사람들의 궁금증을 일으켰다. 세계 최정상급 선수들인 팀스파이더 주짓수 멤버들(파울로 미야오, 주앙 미야오, 쉐인 힐-테일러 등)에게만 지급 됐지만, 2020년 정식 발매를 앞두고 주짓떼로들 사이에서 엄청난 화제를 불러 일으켰다. 최초 모델인 RADPAD1은 상의 980g, 하의 480g의 무게와 5% 미만이라는 수축률로 제작되었고, 화이트, 블랙 두 가지 컬러로 출시되었다.

2020년 6월 10일 스파이더 주짓수 도복(RADPAD 1) 드롭이 한정판으로 진행되었는데, 당시 10분만에 국내와 해외에서 화이트, 블랙, 블루 세 컬러 모두 완판되었다. 2021년 2월 3일 두 번째 드롭 역시 8분만에 완판 행진을 기록하며 품귀 현상이 발생했고, 중고 시장에서 두 배 가격으로 리셀되는 등 스파이더 주짓수 도복에 대한 소비자들의 열띤 수요를 확인 할 수 있었다.

## 선수 (팀 스파이더)

### 파울로 미야오 (Paulo Miyao)
파울로 핸릭 보르딕논 미야오(Paulo Henrique Bordignon Miyao)는 브라질리안 주짓수 블랙 벨트로 우수한 성과를 보여왔다. 형제 주앙 미야오(João Miyao)와 키난 코넬리우스(Keenan Cornelius)와 경쟁 구도를 가지고 있다. 2012년 코넬리우스에게 여러차례 패배를 겪고, 파올로는 2013년 월드 주짓수 챔피언십 브라운 벨트에서 승리를 맛봤다. 해당 무게에서 우수한 성과를 나타냈다. 파울로는 형제 주앙와 함께 시세로 코스타(Cicero Costha)와 세계 챔피언 레안드로 로(Leandro Lo)밑에서 트레이닝을 받았다.

### 조아오 미야오 (João Miyao)
조아오 리카르도 보르딕논 미야오(João Ricardo Bordignon Miyao)는 브라질리안 주짓수 블랙 벨트이다. 시세로 코스타 트레이닝을 받고 있으며, 10대 때부터 BJJ 유망주로 인기몰이중이다. 글로벌 토너먼트 대다수 우승 기록이 있으며, 형제 파울로 미야오와 함께 미야오 형제로 불린다.

### 셰인 자밀 힐 테일러 (Shane Jamil Hill-Taylor)
셰인 자밀 힐 테일러(Shane Jamil Hill-Taylor)는 통칭 셰인 힐 테일러 또는 플레인 자밀 힐로 알려져 있는 그의 세대 주짓수 탑 플레이어 중 한명인 로이드 어빈 팀의 키즈 프로그램(TLI) 출신이다. 미국의 탑 클래스 그래플러 중 한명인 셰인 자밀 테일러는 블루벨트, 퍼플벨트, 브라운벨트 부문의 IBJJF 중요 대회에서 월드 타이틀을 거머쥐면서 이름을이 알려졌고 자신의 경력을 굳건히 하였다. 2016년 6월에 로이드 어빈에게 블랙벨트를 사사받았다.

### 데미안 마이아 (Demian Maia)
데미안 마이아(1977년 11월 6일생)는 브라질리언 그래플러이자 MMA 선수이다. 현재는 UFC에서 웰터급 선수로 싸우고 있다. 마이아는 MMA 역사상 최고의 격투기 선수로 인정 받고 있다. 2개의 UFC 타이틀전에 싸웠으며, 2010년 UFC 미들급 챔피언십에서 앤더슨 실바(Anderson Silva)에게 패배 하였으며, 2017년 UFC 웰터급 챔피언십에서 타이론 우들리(Tyron Woodley)에게 패배하였다. 2021년 1월 25일자로 현재 UFC 웰터급 랭키 8위를 기록 하고 있다.

### 채완기
채완기는 대한민국 주짓수 국가대표이다. 2016 아시안컵 주짓수 대회 블랙벨트 경량급에서 준우승을 차지한 바 있는 채완기는 2018 런던오픈 주짓수 대회에서 블랙벨트 경량급 우승을 차지했고, 일주일 뒤 열린 아부다비 런던그랜드 슬램 메이저 대회에서는 2위, 2018 주짓수 아부다비 월드프로페셔널 주짓수 팸피언십(ADWPJJC) 블랙벨트 62kg에서 준우승에 올랐다. 종주국인 브라질 출신 선수들이 메달을 싹쓸이하는 가운데, 아시아 선수가 주짓수 3대 메이저 대회 블랙벨트 부문에서 준우승을 차지한 것은 최초이다. 스파이더 BJJ 챔피언십에서도 초대 챔피언 자리에 오르며 그 위상을 과시했다.

### 장인성
장인성은 대한민국 주짓수 국가대표이자 한국을 대표하는 간판스타다. 스파이더 인비테이셔널 브라질리안주짓수 챔피언십 파이널에서 세계적인 고수들과 대당하게 맞서며 존재감을 과시했다. 특히 퍼플 벨트로 참가한 2016년 첫 대회에서 준결승까지 오르며 주짓수 팬들에게 신선한 충격을 안겨줬고, 2017년 참가한 대회 예선에선 중국의 블랙 벨트를 초크로 잡는 이변을 일으키며 준우승까지 거머쥐었다. 이미 국내 대회에서 두각을 나타낸 될성부른 떡잎이었는데, 스파이더 BJJ 챔피언십에서 꽃을 피우며 블랙 벨트를 위협하는 퍼플 벨트를 넘어 블랙을 잡는 브라운으로 명성을 떨쳤다.현재는 마천,망원,아현와이어 주짓수 관장직을 맡고 있다.

### 성기라
성기라는 주짓수 여자 국가대표 선수이다. 2018년 제 18회 카르타-팔렘방 아시안게임 주짓수 국가대표로 참가해 -62kg급에서 금메달을 목에 걸었다. 세계선수권대회 1위에 이어 아시안게임에서 주짓수가 정식 종목으로 처음 채택된 상황에서 체급 최초로 금메달을 거머쥐면서 대회 초대 챔피언으로 등극했다. 스파이더 BJJ 챔피언십 스페셜 매치에서 여자 레슬링 국가대표 최지애와 주짓수 룰로 펼쳐진 7분 단판 경기에서 승리했다.